# Kuito

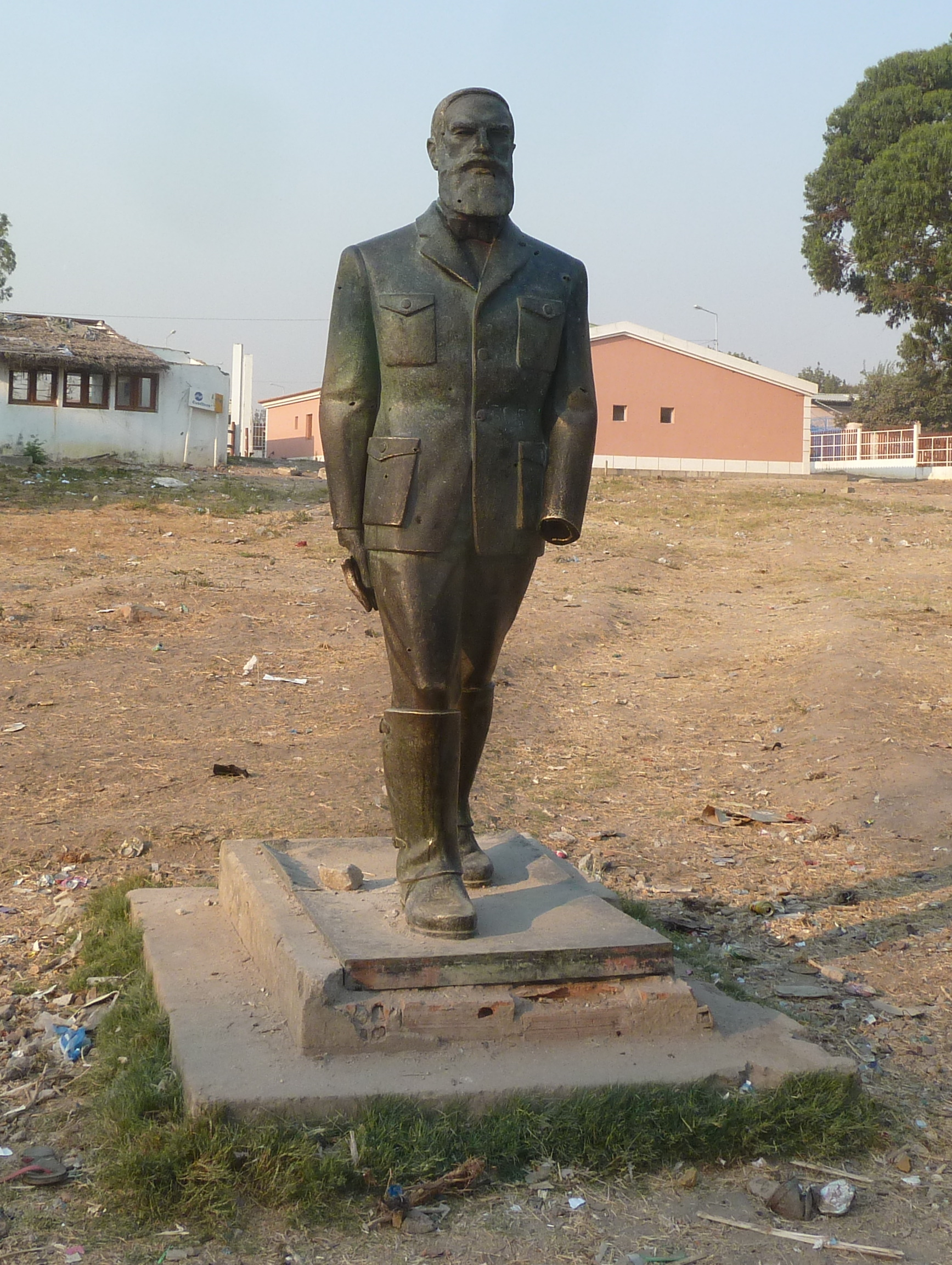
Standbeeld van de Portugese Afrikareiziger António Francisco da Silva Porto in Kuito

Kuito is een stad in Angola en is de hoofdplaats van de provincie Bié. Het is de op vijf na grootste stad van het land.

## Geschiedenis
Het gebied waarin de stad ligt, hoorde tot het Rijk van de Ovimbundu-koning Viyé, waarvan de provincie Bié zijn naam heeft. In de 18e eeuw drong de Portugese koloniale macht tot hier door. In 1768 troffen twee Portugese expeditietroepen elkaar aan de rand van Embala.
De plaats die tot dan toe Embala Belmonte werd genoemd kreeg later de naam Silva Porto, naar de in 1890 hier overleden Afrikareiziger António Francisco da Silva Porto (1817–1890). In het begin van de 20e eeuw bereikte de Benguela-spoorweg het gebied. Silva Porto kreeg in 1925 de status Cidade (stad). In de volgende tientallen jaren ontwikkelde de stad zich verder. Na 1935 kwamen er veel nieuwe gebouwen, onder andere het stadhuis en het filiaal van de Centrale bank van de kolonie, de voorloper van de huidige Angolese Nationale Bank.
Nadat Angola in 1975 onafhankelijk werd van Portugal, werd de naam van Silva Porto veranderd in Kuito. De Angolese burgeroorlog die rond die tijd uitbrak, woedde in deze streek bijzonder hevig. Kuito was in 1993–94 en 1998–99 diverse keren toneel van hevige gevechten tussen rebellen van de UNITA en regeringstroepen. De stad die voor de burgeroorlog meer dan 100.000 inwoners telde, werd daarbij grotendeels verwoest. Na het eind van de oorlog in 2002 begon de wederopbouw, die vooral sinds 2007 een voortdurende verbetering van de infrastructuur bracht. Kuito telde in 2008 weer 176.000 inwoners.

## Bestuur
Kuito is hoofdstad van de provincie Bié en tegelijk zetel van de stedelijke kring (Município) Kuito. De stedelijke kring had in 2014 451.000 inwoners op een oppervlakte van 4.814 km². Verwacht werd dat dit aantal inwoners in 2018 zou zijn gestegen naar 513.000 personen. Het aantal inwoners van de stad Kuito zelf is niet bekend.
De volgende gemeenten behoren tot de Município:
- Chicala
- Kambândua
- Kunje
- Kuito
- Trumba

## Sport
De vereniging Sporting Clube Petróleos do Bié werd in 1915 als filiaal van de Portugese club Sporting Lissabon opgericht. Het eerste elftal speelde vier keer een seizoen in de hoogste divisie Girabola; sinds 2005 spelen ze in de tweede divisie, de Gira Angola. De thuisbasis is het Estádio dos Eucalíptos met plaats voor 16.000 toeschouwers. Andere sporten die onder de koepel van deze vereniging worden beoefend, zijn basketball, handbal en hockey, die in het sportcomplex van de club in de Avenida Sagrada Esperança plaatsvinden. Daar zetelt ook het bestuur van de sportvereniging.
De stad Kuito beschikt ook over het stadion Estádio Municipal do Kuito met 9.000 plaatsen.

## Verkeer
Kuito ligt aan de Benguela-spoorweg, het station ligt aan de noordkant buiten de stad.
Het vliegveld Aeroporto de Kuito, (IATA-Code SVP) wordt vooral door TAAG Angola Airlines voor binnenlandse vluchten, vooral op de hoofdstad Luanda.

## Klimaat
Door de relatief hoge ligging op bijna 1700 meter boven zeeniveau, is het klimaat relatief koel voor de tropen. De gemiddelde maximumtemperatuur overdag varieert van 23°C in juni tot 28°C in september. De gemiddelde jaarlijkse neerslag bedraagt 1220 mm. De natte periode duurt van november t/m maart, dan valt per maand omstreeks 200 mm. Juni en juli zijn de droogste maanden en valt er gewoonlijk niets. Van mei t/m juli kan nachtvorst voorkomen. Volgens de klimaatclassificatie van Köppen heerst er een Chinaklimaat, code CWb.